# Puente Transbordador
Puente Transbordador (znan tudi kot Buenos Aires Transporter Bridge, Puente Transbordador de La Boca , Puente Transbordador Nicolás Avellaneda, Antiguo Puente Nicolás Avellaneda ali Transbordador del Riachuelo) je transportni most v Buenos Airesu v Argentini. Most je bil v uporabi od dokončanja leta 1914 do leta 1960, ko je prenehal obratovanje do leta 2017. Od leta 1999 je most državni zgodovinski spomenik Argentine.
Transportni most je bil prva povezava Buenos Airesa z obrobjem na drugi strani reke Riachuelo. Most povezuje Avenido La Plata v soseski otok Maciel Dock Sud z Avenido Almirante Brown v soseski La Boca v Buenos Airesu.
Ime mostu se nanaša na Nicolása Avellanedo, nekdanjega predsednika Argentine, ki je prav tako dal ime Avellaneda Partido na desnem bregu reke.
Ploščad transportnega mostu je merila 8 krat 12 metrov in jo je bilo mogoče upravljati s krmilnega stojala na njem ali iz strojnice. Zasnovan je bil za prevoz pešcev, vozov, avtomobilov in tramvajev.

## Zgodovina
25. junija 1908 je bila Velika južna železnica v Buenos Airesu pooblaščena za gradnjo transportnega mostu, ki je povezoval mesto Buenos Aires s provinco Buenos Aires južno od reke Riachuelo. Provinca Buenos Aires je krila vse stroške mostu, čeprav je služil tudi argentinski prestolnici.
Transportni most je bil odprt 31. maja 1914 in je obratoval do leta 1960. Cestni most Puente Nicolás Avellaneda (le 100 metrov stran) je bil zgrajen leta 1940.
Leta 1997 so bili objavljeni načrti za obnovo mostu po ceni 1,2 milijona ameriških dolarjev. Most naj bi znova začel delovati v četrtek, 28. septembra 2017.
Septembra 2017 je bil most končno obnovljen in prvič po 57 letih ponovno odprt za javnost.

## Tehnični podatki
Zgradba ima zgornji vodoravni most z razponom 77,50 m, z višino 43,20 m nad nivojem reke Riachuelo. Dva velika stebra, ki služita kot opora, sta pritrjena na temeljne valje, ki dosežejo -24 m.   Štirje vozovi s konji in 30 ljudi je lahko vstopilo naenkrat.

## Galerija
- Most med gradnjo, 1913.
- Gondola prenaša potnike in avtomobile, 1932.
- Pogled iz Vuelta de Rocha, 1936.
- Ljudje se vkrcavajo, 1936.
- Most v obratovanju, 1951.
- Nuevo Puente Pueyrredón za Transbordador, 2011.
- Most poniči, 2007.